# Liga de Campeones de la OFC
La Liga de Campeones de la OFC (en inglés: OFC Champions League) es el torneo internacional oficial de fútbol más importante en Oceanía a nivel de clubes.
Surgió en 1987 como el Campeonato de Clubes de Oceanía, un torneo que se realizaba esporádicamente en una sede fija y que estuvo claramente dominada por clubes australianos, hasta la partida de la Federación de Australia a la AFC, ocurrida a principios de 2006. A partir de entonces, el campeonato se profesionalizó y pasó a ser llamado O-League en 2007, además de que dejó de ser jugado en una sede fija. El Auckland City y el Waitakere United, los dos equipos más exitosos de Nueva Zelanda, dominaron la competición, conquistando cinco de los seis títulos en juego, siendo los restantes para el Hekari United papú y el Hienghène Sport neocaledonés, únicos elencos fuera de Australia y Nueva Zelanda en ser campeones oceánicos.
En 2012 se desmanteló la O-League y se cambió el formato, con la idea de incluir a los campeones de los países polinesios más pequeños y de aumentar la competitividad. Cada uno de los cuatro grupos de la primera fase se disputa en una sede diferente, mientras que la ronda eliminatoria es a ida y vuelta. Desde 2000, el campeón disputa la Copa Mundial de Clubes de la FIFA y desde 2024, la Copa Intercontinental de la FIFA.
El Auckland City FC neozelandés es el equipo que más títulos ostenta, con trece en su haber. Además, es el club que más veces estuvo presente en la máxima competición de clubes de Oceanía y el líder en la tabla acumulada.

## Historia

### Campeonato de Clubes de Oceanía (1987-2006)
En 1987 la Confederación de Fútbol de Oceanía dispuso la creación de dos torneos: el Campeonato de Clubes, que involucraría a los campeones de las ligas; y la Copa de Ganadores de Copa, en la que jugaban los equipos ganadores de las diversas copas nacionales. La primera edición del torneo de campeones de liga la ganó el Adelaide City australiano, que venció por penales al University-Mount Wellington neozelandés luego de igualar 1-1 en la final.
Aunque ambos torneos fueron descontinuados, cuando la FIFA creó la Copa Mundial de Clubes, que reemplazaría a la Copa Intercontinental —que solo incluía a equipos de Sudamérica y Europa— como torneo internacional de clubes, surgió la necesidad de que cada confederación contara con un torneo continental, por lo que la OFC debía volver a organizar un campeonato de dicha índole. Fue así como el Campeonato de Clubes de Oceanía volvió a tener lugar en 1999. Tanto dicha edición, como las de 2001 y 2005 fueron ganadas por clubes de Australia. A partir de 2005, el torneo comenzó a tener lugar de forma continua como evento anual. En 2006 la Federación de Fútbol de Australia abandonó la OFC para unirse a la confederación asiática, lo que terminaría con la hegemonía de los clubes de dicho país. Ese año el Auckland City neozelandés ganaría su primer título. Durante esta época el torneo se jugaba en una sede fija en un período de no más de tres semanas.

### O-League (2007-2012)
En 2007 el torneo fue reestructurado bajo el nombre de Liga de Campeones de la OFC, con el seudónimo de O-League. Se abandonó el sistema de la sede fija y se disputaba a lo largo de un año en lugar de un período corto de tiempo. El Waitakere United de Nueva Zelanda se proclamó campeón en 2007 y 2007-08 y el Auckland City en 2008-09, 2010-11 y 2011-12. En la temporada 2009-10 por primera vez un club fuera de Australia y Nueva Zelanda alcanzaría el título, siendo el Hekari United de Papúa Nueva Guinea el campeón.

### Liga de Campeones (2013-)
En 2012 la competición volvió a ser nuevamente reestructurada. Se agregó una fase preliminar que disputan los equipos de Islas Cook, Samoa, Samoa Americana y Tonga —excluidos del torneo entre 2007 y 2012— y se aumentó progresivamente el número de equipos hasta alcanzar los 16. En 2014 se regresó al sistema de la sede fija y el formato sufrió diversos cambios a lo largo de las ediciones. El Auckland City fue campeón en cinco ediciones consecutivas entre 2013 y 2017, mientras que el Team Wellington terminó con el dominio del elenco de Auckland en la temporada 2018 al consagrarse campeón.

## Formato
Los clubes campeones de las Islas Cook, Samoa, Samoa Americana y Tonga participan en una fase preliminar con un sistema de todos contra todos que se disputa en una sede fija previo al inicio del torneo. Los dos primeros equipos acceden a la fase de grupos, a la que los elencos de los demás países ya están clasificados. Allí, los 16 participantes son divididos en cuatro grupos de cuatro equipos cada uno. Cada grupo se disputa en una sede diferente. Los dos primeros de cada uno acceden a la ronda eliminatoria, que cuenta con cuartos de final, semifinal y final, todos jugados a ida y vuelta. Por primera vez en la historia Los tres miembros asociados (Kiribati, Niue y Tuvalu) se incluirán en las competiciones de la OFC a partir de 2021.

## Cupos
Los dos primeros de la fase preliminar clasifican a la fase de grupos.
| Campeonato                                | País               | Fase de grupos | Fase preliminar |
| ----------------------------------------- | ------------------ | -------------- | --------------- |
| New Zealand National League               | Nueva Zelanda      | 2              | 0               |
| National Football League                  | Fiyi               | 2              | 0               |
| Division Honneur                          | Nueva Caledonia    | 2              | 0               |
| Telikom National League                   | Papúa Nueva Guinea | 2              | 0               |
| S-League                                  | Islas Salomón      | 2              | 0               |
| Division Fédérale                         | Polinesia Francesa | 2              | 0               |
| Premia Divisen                            | Vanuatu            | 2              | 0               |
| Round Cup                                 | Islas Cook         | 0              | 1               |
| National League                           | Samoa              | 0              | 1               |
| FFAS Soccer League                        | Samoa Americana    | 0              | 1               |
| Major League                              | Tonga              | 0              | 1               |
| Campeonato Nacional de fútbol de Kiribati | Kiribati           | 0              | 1               |
| División-A de Tuvalu                      | Tuvalu             | 0              | 1               |

## Palmarés

### Campeonato de Clubes de Oceanía
| Temporada     | Campeón                     | Resultado        | Subcampeón                                | Tercero                           | Resultado | Cuarto                          | Sede                              |
| ------------- | --------------------------- | ---------------- | ----------------------------------------- | --------------------------------- | --------- | ------------------------------- | --------------------------------- |
| 1987 Detalles | Adelaide City Australia     | 1 - 1 (4-1 pen.) | University-Mount Wellington Nueva Zelanda | Ba Fiyi                           |           | Rangers Honiara · Islas Salomón | Adelaida Australia                |
| 1999 Detalles | South Melbourne Australia   | 5 - 1            | Nadi Fiyi                                 | Central United Nueva Zelanda      | Susp.     | Vénus Polinesia Francesa        | Nadi y Lautoka Fiyi               |
| 2001 Detalles | Wollongong Wolves Australia | 1 - 0            | Tafea Vanuatu                             | Napier City Rovers Nueva Zelanda  | 3 - 2     | Vénus Polinesia Francesa        | Puerto Moresby Papúa Nueva Guinea |
| 2005 Detalles | Sydney Australia            | 2 - 0            | Magenta Nueva Caledonia                   | Tafea Vanuatu                     | 3 - 1     | Pirae Polinesia Francesa        | Papeete Polinesia Francesa        |
| 2006 Detalles | Auckland City Nueva Zelanda | 3 - 1            | Pirae Polinesia Francesa                  | YoungHeart Manawatu Nueva Zelanda | 4 - 0     | Nokia Eagles Fiyi               | Auckland Nueva Zelanda            |

### O-League
| Temporada        | Campeón                          | Resultado        | Subcampeón                     | Tercero                        | Cuarto                           |
| ---------------- | -------------------------------- | ---------------- | ------------------------------ | ------------------------------ | -------------------------------- |
| 2007 Detalles    | Waitakere United Nueva Zelanda   | 1 - 2 1 - 0 (v.) | 4R Electrical Ba Fiyi          | Auckland City Nueva Zelanda    | Temanava Polinesia Francesa      |
| 2007-08 Detalles | Waitakere United Nueva Zelanda   | 1 - 3 5 - 0      | Kossa · Islas Salomón          | Auckland City Nueva Zelanda    | Tafea Vanuatu                    |
| 2008-09 Detalles | Auckland City Nueva Zelanda      | 7 - 2 2 - 2      | Koloale · Islas Salomón        | Waitakere United Nueva Zelanda | Hekari United Papúa Nueva Guinea |
| 2009-10 Detalles | Hekari United Papúa Nueva Guinea | 3 - 0 1 - 2      | Waitakere United Nueva Zelanda | Auckland City Nueva Zelanda    | Lautoka Fiyi                     |
| 2010-11 Detalles | Auckland City Nueva Zelanda      | 4 - 0 2 - 1      | Amicale Vanuatu                | Koloale · Islas Salomón        | Waitakere United Nueva Zelanda   |
| 2011-12 Detalles | Auckland City Nueva Zelanda      | 2 - 1 1 - 0      | Tefana Polinesia Francesa      | Waitakere United Nueva Zelanda | Hekari United Papúa Nueva Guinea |

### OFC Champions League
| Temporada     | Campeón                         | Resultado            | Subcampeón                       | Tercero                         | Cuarto                        |
| ------------- | ------------------------------- | -------------------- | -------------------------------- | ------------------------------- | ----------------------------- |
| 2013 Detalles | Auckland City Nueva Zelanda     | 2 - 1                | Waitakere United Nueva Zelanda   | Ba Fiyi                         | Amicale Vanuatu               |
| 2014 Detalles | Auckland City Nueva Zelanda     | 1 - 1 2 - 1          | Amicale Vanuatu                  | Pirae Polinesia Francesa        | Ba Fiyi                       |
| 2015 Detalles | Auckland City Nueva Zelanda     | 1 - 1 (4-3 pen.)     | Team Wellington Nueva Zelanda    | Ba Fiyi                         | Gaïtcha Nueva Caledonia       |
| 2016 Detalles | Auckland City Nueva Zelanda     | 3 - 0                | Team Wellington Nueva Zelanda    | Magenta Nueva Caledonia         | Tefana Polinesia Francesa     |
| 2017 Detalles | Auckland City Nueva Zelanda     | 3 - 0 2 - 0          | Team Wellington Nueva Zelanda    | Magenta Nueva Caledonia         | Tefana Polinesia Francesa     |
| 2018 Detalles | Team Wellington Nueva Zelanda   | 6 - 0 4 - 3          | Lautoka Fiyi                     | Auckland City Nueva Zelanda     | Marist · Islas Salomón        |
| 2019 Detalle  | Hienghène Sport Nueva Caledonia | 1 - 0                | Magenta Nueva Caledonia          | Auckland City Nueva Zelanda     | Team Wellington Nueva Zelanda |
| 2020 Detalles | Campeonato cancelado            | Campeonato cancelado | Campeonato cancelado             | Campeonato cancelado            | Campeonato cancelado          |
| 2021 Detalles | Campeonato cancelado            | Campeonato cancelado | Campeonato cancelado             | Campeonato cancelado            | Campeonato cancelado          |
| 2022 Detalles | Auckland City Nueva Zelanda     | 3 - 0                | Vénus Polinesia Francesa         | Hienghène Sport Nueva Caledonia | Central Coast · Islas Salomón |
| 2023 Detalles | Auckland City Nueva Zelanda     | 4 - 2 (pró.)         | Suva Fiyi                        | Pirae Polinesia Francesa        | Ifira Black Bird Vanuatu      |
| 2024 Detalles | Auckland City Nueva Zelanda     | 4 - 0                | Pirae Polinesia Francesa         | Magenta Nueva Caledonia         | Rewa Fiyi                     |
| 2025 Detalles | Auckland City Nueva Zelanda     | 2 - 0                | Hekari United Papúa Nueva Guinea | Ifira Blackbird Vanuatu         | AS Tiga Sport Nueva Caledonia |

## Estadísticas

### Títulos por equipo
| Equipo                      | Títulos | Subcampeón | Años campeonatos                                                             | Años subcampeonatos |
| --------------------------- | ------- | ---------- | ---------------------------------------------------------------------------- | ------------------- |
| Auckland City               | 13      | 0          | 2006, 2009, 2011, 2012, 2013, 2014, 2015, 2016, 2017, 2022, 2023, 2024, 2025 |                     |
| Waitakere United            | 2       | 2          | 2007, 2008                                                                   | 2010, 2013          |
| Team Wellington             | 1       | 3          | 2018                                                                         | 2015, 2016, 2017    |
| Hekari United               | 1       | 1          | 2010                                                                         | 2025                |
| Adelaide City               | 1       | 0          | 1987                                                                         |                     |
| South Melbourne             | 1       | 0          | 1999                                                                         |                     |
| Wollongong Wolves           | 1       | 0          | 2001                                                                         |                     |
| Sydney                      | 1       | 0          | 2005                                                                         |                     |
| Hienghène Sport             | 1       | 0          | 2019                                                                         |                     |
| Amicale                     | 0       | 2          |                                                                              | 2011, 2014          |
| Magenta                     | 0       | 2          |                                                                              | 2005, 2019          |
| Pirae                       | 0       | 2          |                                                                              | 2006, 2024          |
| University-Mount Wellington | 0       | 1          |                                                                              | 1987                |
| Nadi                        | 0       | 1          |                                                                              | 1999                |
| Tafea                       | 0       | 1          |                                                                              | 2001                |
| Ba                          | 0       | 1          |                                                                              | 2007                |
| Kossa                       | 0       | 1          |                                                                              | 2008                |
| Koloale                     | 0       | 1          |                                                                              | 2009                |
| Tefana                      | 0       | 1          |                                                                              | 2012                |
| Lautoka                     | 0       | 1          |                                                                              | 2018                |
| Vénus                       | 0       | 1          |                                                                              | 2022                |
| Suva                        | 0       | 1          |                                                                              | 2023                |

### Títulos por país
| País               | Títulos | Subcamp. | Clubes campeones                                                                             |
| ------------------ | ------- | -------- | -------------------------------------------------------------------------------------------- |
| Nueva Zelanda      | 16      | 6        | Auckland City F. C. (13), Waitakere United (2) y Team Wellington (1)                         |
| Australia          | 4       | 0        | Adelaide City (1), South Melbourne F. C. (1), Wollongong Wolves F. C. (1) y Sydney F. C. (1) |
| Nueva Caledonia    | 1       | 2        | Hienghène Sport (1)                                                                          |
| Papúa N. Guinea    | 1       | 1        | Hekari United F. C. (1)                                                                      |
| Fiyi               | 0       | 4        |                                                                                              |
| Polinesia Francesa | 0       | 4        |                                                                                              |
| Vanuatu            | 0       | 3        |                                                                                              |
| Islas Salomón      | 0       | 2        |                                                                                              |

### Participaciones
Nota: Incluye los clasificados a la edición 2018. Solo incluye a los diez primeros, la tabla completa aquí.
| Equipo           | País               | Participaciones |
| ---------------- | ------------------ | --------------- |
| Auckland City    | Nueva Zelanda      | 14              |
| Ba               | Fiyi               | 9               |
| Tafea            | Vanuatu            | 9               |
| Waitakere United | Nueva Zelanda      | 8               |
| Hekari United    | Papúa N. Guinea    | 8               |
| Magenta          | Nueva Caledonia    | 7               |
| Amicale          | Vanuatu            | 6               |
| Tefana           | Polinesia Francesa | 5               |
| Marist           | Islas Salomón      | 5               |

### Tabla acumulada
Esta tabla solo incluye a los 10 primeros equipos. La tabla completa aquí. Actualizado al término de la edición 2019. No incluye los resultados de las fases previas.
| #  | Equipo           | Pts | PJ | PG | PE | PP | GF  | GC | Dif | Rend  |
| -- | ---------------- | --- | -- | -- | -- | -- | --- | -- | --- | ----- |
| 1  | Auckland City    | 214 | 91 | 66 | 16 | 9  | 270 | 65 | 205 | 78,3% |
| 2  | Waitakere United | 87  | 48 | 25 | 12 | 11 | 99  | 57 | 42  | 60,4% |
| 3  | Ba               | 79  | 53 | 24 | 7  | 22 | 81  | 91 | -10 | 49,6% |
| 4  | Magenta          | 71  | 43 | 21 | 8  | 14 | 95  | 60 | 35  | 55%   |
| 5  | Team Wellington  | 68  | 30 | 21 | 5  | 4  | 104 | 29 | 75  | 75,5% |
| 6  | Hekari United    | 61  | 42 | 17 | 10 | 15 | 72  | 63 | 9   | 48,4% |
| 7  | Tafea            | 53  | 34 | 15 | 8  | 11 | 80  | 58 | 22  | 51,9% |
| 8  | Amicale          | 53  | 35 | 16 | 5  | 14 | 50  | 40 | 10  | 50,4% |
| 9  | Lautoka          | 38  | 26 | 11 | 5  | 10 | 45  | 53 | -8  | 48,7% |
| 10 | Tefana           | 33  | 29 | 9  | 6  | 14 | 56  | 59 | -3  | 37,9% |

## Goleadores
| Temporada     | Jugador                                | Equipo                        | Goles |
| ------------- | -------------------------------------- | ----------------------------- | ----- |
| OCC 1987      | Desconocido                            |                               |       |
| OCC 1999      | Desconocido                            |                               |       |
| OCC 2001      | Saso Petrovski                         | Wollongong Wolves             | 13    |
| OCC 2005      | David Zdrilic                          | Sydney                        | 9     |
| OCC 2006      | Benjamin Totori                        | YoungHeart Man.               | 7     |
| O-League 2007 | Commins Menapi                         | Waitakere United              | 5     |
| O-League 2008 | James Naka Allan Pearce                | Kossa Waitakere United        | 4     |
| O-League 2009 | Keryn Jordan                           | Auckland City                 | 8     |
| O-League 2010 | Kema Jack Daniel Koprivcic             | Hekari United Auckland City   | 7     |
| O-League 2011 | Fenedy Masauvakalo                     | Amicale                       | 8     |
| O-League 2012 | Manel Expósito                         | Auckland City                 | 6     |
| OCL 2013      | Sanni Issa                             | Ba                            | 9     |
| OCL 2014      | Naea Bennett Emiliano Tade             | Pirae Auckland City           | 6     |
| OCL 2015      | Saula Waqa                             | Ba                            | 5     |
| OCL 2016      | João Moreira                           | Auckland City                 | 5     |
| OCL 2017      | João Moreira Ryan de Vries Tom Jackson | Auckland City Team Wellington | 6     |
| OCL 2018      | Angus Kilkolly Emiliano Tade           | Team Wellington Auckland City | 8     |
| OCL 2019      | Ross Allen                             | Team Wellington               | 11    |
| OCL 2020      | Martín Bueno                           | Eastern Suburbs               | 6     |
| OCL 2021      | Campeonato cancelado                   | Campeonato cancelado          |       |
| OCL 2022      | Clifford Fafale                        | Central Coast                 | 5     |
| OCL 2023      | John Tumua Leo                         | Lupe ole Soaga                | 7     |
| OCL 2024      | Lee Harmon                             | Tupapa Maraerenga             | 7     |
| OCL 2025      | Hudson Oreinima                        | Central Coast                 | 5     |

### Goleadores históricos
Nota: Contabilizados los partidos y goles en rondas previas. Datos desde 2005. En negrita jugadores en activo y club actual.
| Pos. | Jugador          | G. | Part. | Prom. | Debut | Clubes |
| ---- | ---------------- | -- | ----- | ----- | ----- | --- |
| 1    | Benjamin Totori  | 28 | 57    | 0.49  | 2006  | YoungHeart Manawatu, Waitakere United, Koloale, Western United, Lautoka, Ba                               |
| 2    | Emiliano Tade    | 27 | 39    | 0.69  | 2011  | Auckland City F. C.                                                                                       |
| 3    | João Moreira     | 19 | 21    | 0.90  | 2014  | Auckland City F. C.                                                                                       |
| =    | Ryan de Vries    | 19 | 54    | 0.35  |       | Waitakere United, Auckland City F. C.                                                                     |
| 5    | Ross Craig Allen | 18 | 12    | 1.50  |       | Team Wellington                                                                                           |
| =    | Micah Lea'alafa  | 18 | 29    | 0.62  |       | Solomon Warriors, Amicale, Auckland City                                                                  |
| 7    | Keryn Jordan     | 17 | 17    | 1.00  |       | Auckland City                                                                                             |
| =    | Roy Krishna      | 17 | 27    | 0.63  |       | Waitakere United                                                                                          |
| =    | Daniel Koprivcic | 17 | 43    | 0.40  |       | Waitakere United, Auckland City                                                                           |
| 10   | Teaonui Tehau    | 16 | 23    | 0.70  |       | AS Dragon, AS Pirae, AS Vénus                                                                             |
| =    | Raymond Gunemba  | 16 | 30    | 0.53  |       | Hekari United, Toti City, Lautoka                                                                         |
| =    | Kensi Tangis     | 16 | 33    | 0.48  |       | Amicale, Solomon Warriors, AS Central Sport, ABM Galaxy FC                                                |
| 13   | Manel Expósito   | 15 | 21    | 0.71  |       | Auckland City                                                                                             |
| =    | Bertrand Kaï     | 15 | 25    | 0.60  |       | AS Magenta, Gaïtcha FCN, Hienghène Sport                                                                  |
| =    | Joses Nawo       | 15 | 46    | 0.33  |       | Koloale FC, Amicale, Tafea, Western United FC, Hekari United, Nalkutan, Henderson Eels FC, Lautoka, Kossa |